# Алексеев, Иван Дмитриевич
Иван Дмитриевич Алексеев (22 октября 1923 — 2 июля 1992) — советский и украинский музыкант, искусствовед, педагог, профессор, заслуженный работник культуры УССР. Награждён орденом Отечественной войны I степени.

## Биография
В 1940—1941 годах учился в Уральском индустриальном институте, затем — в Кировском военном училище (1942—1944) и Киевской консерватории (1944—1949), в 1951—1953 годах обучался в аспирантуре при Киевской консерватории (класс баяна М. М. Гелиса).
В 1949—1950 годах был солистом Киевской филармонии. С 1951 года и до конца жизни преподавал класс баяна и ансамбля в Киевской консерватории. В 1954 году защитил диссертацию на тему «Основы методики преподавания игры на баяне» на степень кандидата искусствоведения, став первым в СССР кандидатом наук по классу баяна. С 1962 года — доцент, с 1979 года — профессор.
Автор первого в СССР пособия «Методика преподавания игры на баяне». Автор около 200 методических пособий и переложений для баяна; составитель более 30 сборников педагогического репертуара.
Ученик Алексеева, В. Скляр — лауреат Украинского республиканского конкурса (Одесса, 1982); А. Злотник — Народный артист Украины (1998).